# Marmosa de Panamà
La marmosa de Panamà (Marmosops invictus) és una espècie d'opòssum de la família dels didèlfids. És endèmica de Panamà. Està amenaçada per la pèrdua d'hàbitat.